# Аркамані II
Аркамані II (д/н — бл. 205 до н. е.) — цар Куша в 215—205 роках до н. е.

## Життєпис
Був сином або небожем царя Арнехамані. Можливо, за його панування звався Арка чи Аркі й був жрецем богині Ісиди. Посів трон близько 215 року до н. е.
Відомий з написів в Калабша, Філах, храму в Дацці. Мав кушитське горове «ім'я для мертвих» — Каші-нетіері-Хепера («Кушит, народження якого божественне»), яке супроводжувалося давньоєгипетським епітетом Анкдіет-мері-ісет («Нехай він живе вічно, коханий Ісіди») і мероїтським — Мклтк Істрк (значення невідоме).
Деякі плутають його з Аркамані I, про якого згадує Діодор Сицилійський під ім'ям Ергамен. Втім з огляду на зауваження Діодора, що останній мешкав за часів Птолемея II, царя Єгипту, а попередники Аркамані II вже були сучасниками Птолемея IV, то на думку більшості вчених слід відкинути більшість відомостей Діодора як такі, що не відносяться до цього володаря.
Багато уваги приділяв будівництву, підтримував численні храми, зберігав дружні відносини з Єгиптом, що позначилося на піднесенні торгівлі та розширенні культурних зв'язків. У Філах спільно з єгипетським царем Птолемеєм IV звів храм бога Аренснуфіса.
За його володарювання постає як провідний культ бога Апедемака. Проте його храм не завершив з невідомих причин. Ймовірно, підтримав у 205 році до н. е. повстання проти царя Птолемея IV, яке очолив Хурганофор. На підтвердження цього є факт, що в храмі в Дацці цар Кушу переписав на себе деякі подарункові написи, здійснені для Птолемея IV.
Помер Аркамані II близько 205 року до н. е. Поховано в піраміді № 7 у Мерое. Йому спадкував Адіхаламані.